# Franco Levi
Franco Levi (Torino, 3 giugno 1937 – Champoluc, 5 aprile 1980) è stato un giurista italiano e professore ordinario di diritto amministrativo.

## Vita e opere
Allievo di Pietro Bodda presso l'Università di Torino, fu autore di studi fondamentali sull'attività conoscitiva della pubblica amministrazione, confluiti in una monografia del 1967 che costituisce ancor oggi un momento fondamentale nello studio della materia.
Insegnò nelle Università di Cagliari, Venezia e Torino.
In questo studio vengono affrontati diversi temi centrali dell'operato dei pubblici poteri, ed in particolare il rapporto fra potere amministrativo e principio di legalità, le modalità di attuazione ed interpretazione della legge da parte dell'amministrazione, in rapporto ai fatti di cui essa venga a conoscenza, l'istruttoria compiuta dai pubblici poteri nell'ambito del procedimento amministrativo.
Negli anni settanta Levi fu autore di studi di diritto regionale, confluiti in una raccolta di scritti edita nel 1977, insegnando la medesima materia presso l'Università di Torino.
Il metodo giuridico di Levi è improntato, soprattutto nei suoi primi studi, ad un rigoroso positivismo normativista, anche se non mancano nei suoi studi la consapevolezza della complessità del fenomeno giuridico.
Fu anche avvocato, operando prevalentemente nel settore del diritto amministrativo.
Morì all'età di 42 anni a causa di un incidente di montagna.
Nel 1981 gli fu dedicata una giornata di studi in memoria presso l'Università di Torino, con l'intervento di autorevoli colleghi, quali Elio Casetta, Feliciano Benvenuti, Umberto Pototschnig, Gustavo Vignocchi, Sabino Cassese, che misero in luce la varietà degli interessi giuridici di Levi e l'apporto fondamentale dei suoi studi sul diritto regionale nell'inquadramento dei processi di riforma degli anni '70.
Nel 2018 si è tenuto, presso il Dipartimento di Giurisprudenza dell'Università di Torino, un convegno in ricordo della figura e dell'opera del Prof. Levi, in occasione della ripubblicazione del volume "L'attività conoscitiva della Pubblica Amministrazione", già edito nel 1967.